# Јулијан Флавије Клаудије
Јулијан Флавије Клаудије (лат. Iulianus Flavius Claudius), у уском кругу неоплатоничара познат као Јулијан Филозоф (лат. Iulianus Philosophus), а доцније прозван међу хришћанима и Јулијан Отпадник (лат. Iulianus Apostata), римски цар (361—363), рођен у Константинопољу 6. новембра 331 (332?) као син Јулија Констанција и његове друге супруге Базилине, унук Констанција Хлора и Теодоре, и синовац Константина Великог.

## Рана младост
Једини преостали чланови царске породице којима је Констанције II поштедио живот били су Јулијан и његов старији брат по оцу, Констанције Гал, рођен у браку са Галом, првом супругом Јулија Констација. Обојица су били исувише незрели да би представљали претњу по Констација II, који их је у складу с тим поштедио, али их зато образовао у строгој изолацији у различитим местима Јоније и Битиније, а доцније и у Макелуму крај Цезареје; а судећи по изјавама из Јулијановог Писма упућеног сенату и Атињанима, види се да су се њих двојица, и поред тога што им је указивана сва част због племенитог порекла, осећали највећма потиштено у свом притвору, у ком су били окружени уходама који су преносили крвожедном тиранину огрезлом у подозривости сваку реч коју би изрекли и сваки потез који би учинили. Па ипак, стекли су знање какво се само може пожелети, а васпитани су у складу са принципима хришћанске вере: учитељи су им били граматичар Никокло Лукон, реторичар Екебол, који је деловао под надзором евнуха Мардонија, вероватно потајног пагана, и аријанац Еузебије, доцније бискуп никомедијски.
Гал је био први који је пуштен из заточеништва и постављен за цезара (351) и гувернера Истока. Путем његовог посредништва Јулијану је пружено више слободе. Међутим, Гал је погубљен је по царевом наређењу услед сумње да тежи узурпацији положаја истог. Јулијан се тада нашао изложен великој опасности. Цар би га засигурно жртвовао из подозривости, али га је у томе спречила чињеница да за собом није имао мушког наследника, а Јулијан је био једини преостао мушки члан ондашње царске породице. Задовољио се тиме што је Јулијана удаљио из Азије, склонивши га у Италију, где га је у Милану једно време држао под строгим надзором. Јулијан је тамо живео окружен уходама у непрестаном страху да га не задеси братовљева судбина.

## Живот у Атини
Захваљујући посредништву царице Еузебије, изврсне жене која је волела Јулијана сестринском љубављу, младић је добио прилику да разговара са царем лично. Успевши да умири цареву подозривост, издејствовао је за себе самосталан живот у Атини без икаквог надзора (355). Атина је била тада центар грчке науке, а Јулијан је тамо провео кратак период свог живота премда узбудљив. Одржавао је везе са многим чувеним филозофима, учењацима и уметницима оног времена, као и са друштвом младића који су посветили живот у тежњи за стицањем знања. Међу њима био је и Григорије из Назијанса, који се доцније прославио као хришћански оратор. Јулијан није заостајао за тим младићима што се тиче чувености. И он је привлачио свеопшту пажњу својим талентима и знањем. Проучавање грчке књижевности и филозофије је за њега било од кључне важности, а у исто време и омиљена занимација. Грци су били ти који су га васпитали и међу којима је одрастао, а његова склоност ка свему што је грчко следствено томе сасвим је природна. Међутим, и поред тога он није запоставио латинску књижевност. Од Амијана Марцелина се дознаје да имао лепо знање из латинској језика, којим се тада и даље служило на константинопољском двору.

## Проглашење за цезара
Док је Јулијан живео тако повучено премда задовољно, цар је посустао од тежине јавних послова који су га задесили. Царство је било изложено персијској инвазији са истока и нападима Германа и Сармата са запада и севера. По наговору своје супруге Еузебије и упркос противљењу свог евнуха, Констанције II је уздигао Јулијана у ранг цезара, опозвавши га из Атине да дође у Милано где је тада пребивао. Јулијан се одазвао том позиву и 6. новембра 355. године свечано је проглашен цезаром, примивши руку цареве сестре Хелене односно најмлађе ћерке Константина Великог као гаранцију да цар има искрене намере с њим. Истовремено, уведен је у положај на ком је био одговоран за провинције изван Алпа, али је прошло неко време пре него што је напокон кренуо за Галију.

## На положају цезара
Временом је почео да се навикава да се носи с тим смишљеним и вештачким звањем цезара, које једва да је имало нешто заједничко с његовим навикама и укусом. Када је први пут ступио на политичку сцену био је толико бојажљив и неспретан да се сам себи касније смејао присећајући се тих прилика. У Галији су се даље осећале последице Силвановог устанка. Да невоља буде још већа, њене границе су биле изложене упадима Германа, који су, прешавши Рајну, спалили Стразбур, Трир, Келн и многе друге напредне градове и страховито опустошили средишње провинције Галије. Навикнут да се као учењак посвети раду лишеном било каквог осећаја одговорности, чинило се да је Јулијан једва дорастао томе да командује на бојном пољу. Међутим, он је нашао искусног помоћника у лику војсковође Салусција, а знање које је стекао по грчким школама није се сводило само на знање из теоријске филозофије, него је оно било и у врлини: умерен до крајности, презирао је онај луксуз својствен римском двору, а у погледу исхране и постеље није се умногоме разликовао од обичног војника. Такође, исто тако је и управљао својим уредом: правично и уздржано. Никад обесхрабрен злом, нити понесен успехом, доказао је самом себи да је достојан тога да влада над другима, јер је као прво умео да влада самим собом.
У Галију је пристигао крајем 355. године. Након што је презимио у Вијену (данашња регија Дофен), с пролећа се запутио да истера варваре преко Рајне. У овом походу се борио против Алемана, који су упали у јужну Галију. Био је први који је начинио потез код Ремса, што га је скупо коштало: варвари су се неочекивано појавили с леђа разбивши му на делове две легије. Међутим, како је без обзира на то напредовао ка Рајни, чини се да се у овом случају првенствено ради о губитку људства.
Идућег пролећа (357) намеравао је да пређе Рајну и зађе дубоко у земљу Алемана. Тај план би он и извршио, али га је у томе спречило сумњиво понашање војсковође Барбациона. Овај је на путу из Италије био у покрету са својим трупама (25.000 или можда чак 30.000 људи) с циљем да се споји са Јулијаном. Прикупљено је довољно чамаца у Базелу ради премошћења Рајне, а и залихе су држане тамо ради опскрбљавања трупа. Међутим, Барбацион није ништа предузимао на левој обали. Своје издајничке намере показао је спаливши чамце и залихе. Као последица овога Јулијан је био принуђен да ступи у дефанзиву, док су Алемани, под вођством Хнодомарија преузели иницијативу прешавши Рајну и запосевши положаје крај Стразбура. Њихова војска бројала је 35.000 људи, док је, струге стране, Јулијан имао уз себе 13.000 ветерана. И поред тога предузео је напад, успевши да извојује победу коју је имао да захвали својој присебности. Шест хиљада варвара остало је да лежи на бојном пољу. Није искључено да су многи изгубили животе бежећи преко Рајне. Сам Хнодомарије је допао заробљеништва. Јулијан је с њим лепо поступао пославши га на двор код Констанција II. Према Амијану Марцелину, губици Римљана су износили 243 војника и четири официра, али тај податак свакако није веродостојан.
Одмах по победи у бици код Стразбура, Јулијан је упао на територију Алемана на десној обали Рајне, али више ради тога да демонструје своју моћ, него ради неког сталног освајања. Напредовао је неколико километара у дубину непријатељске територије, а онда се вратио назад предводећи трупе против Франака који су запосели простор између Шелда, Меза и Доње Рајне. Нека франачка племена је протерао назад у Германију, док је неким дозволио да се настане у Галији под условом да прихвате римску супрематију. Након тога напао је Германију по други пут 358., и по трећи пут 359. године не би ли тиме одвратио Алемане од упада у Галију. Не само што је у томе успео, него је за собом једном приликом довео 20.000 заробљених Римљана.
Успоставивши мир на границама Галије, Јулијан се предао обнови градова које су варвари порушили: међу тим обновљеним и утврђењима ојачаним били су Бинген на Рајни, Андернах, Бон, Нојс и, без сумње, Келн, који је на исти начин сравњен до темеља. Пошто су варвари учестало пустошили земљу, довели су до оскудице житарица. Због тога је Јулијан морао да добавља огромне количине залиха шаљући 600 теретњака у Енглеску, који су их донели у довољним количинама како за сетву тако и за млевење. Минималан износ тога што су добавили из Енглеске процењује се да је био 120.000 центи, што без сумње указује на то да је да је пољопривреда у тој земљи у то време била на завидном нивоу. Јулијан је разделио жито и осталим провинцијама Галије. Под његовом управом земља се очигледно опоравила. Међутим, овлашћења која је имао свакако да нису била довољна да би помоћу њих сузбио похлепу и угњетавање које карактеришу владе римских царева. Његово стално место боравка био је Париз. Он је био тај који је подигао на острву које се данас зове Ил де ла Сите зидине и куле. Такође, саградио је и терме, палату са купатилима, који се и данас могу видети.

## Проглашење за цара
Док је Јулијан постајао све популарнији и популарнији у провинцијама које су му дате на управу, Констанције II је још једном нашао разлога за своју подозривост и неповерење. Веровао је да Јулијан смера да своју популарност употреби као средство за постизање циља односно за придобијање врховне власти. Међутим, десило се то да је 360. године источним провинцијама поново запретила Персија. Констанције је наредио Јулијану да пошаље на персијску границу своје четири најбоље легије и известан број одабраних људи из осталих трупа. Очигледно се радило о томе да Констанције жели да приведе свог рођака, али док је овај био окружен хиљадама верних људи то је било апсолутно неизводљиво извести. Ово наређење је више него изненадило Јулијана (април 360). Прихватити га значило је изложити Галију новим германским упадима, а Британију пошасти Пикта и Скота, чији упади су узели таквог маха да је Јулијан био приморан да пошаље Лупицина да брани острво. С друге стране, одбити га значило би отворену побуну. Уз то, његови војници су били невољни да иду у поход на Азију. Упркос свему томе чега је био свестан, Јулијан је решио напослетку да се ипак повинује, па је настојао да убеди своје војнике да се мирно потчине свом господару. Међутим, његови напори остали су узалудни. Једне ноћи у палати га је дочекала маса војника која га је громогласно изабрала за цара. Сакрио се у своје одаје, али је убрзо изведен из њих, наравно, уз дужно поштовање. Доведен је пред окупљене трупе које су га присилиле да прихвати круну. По овом чину Јулијан је одаслао Пентадија и Еутерија с помирљивом поруком Констанцију II у којој је изричито захтевао да буде признат за августа и да му то овлашћење буде признато над провинцијама којима је владао као цезар, тј. над Галијом, Шпанијом и Британијом. Међутим, његови услови су хладно одбијени. Прошло је доста времена у безуспешним преговорима, које је Јулијан искористио да би за то време предузео још два похода преко Рајне против Франака и Алемана, да би напослетку одлучио да ствар реши отвореним ратом. Његова војска је била многобројна и добро дисциплинована, а границе дуж Рајне у одличном стању. Одбивши ономад да напусте Галију без њега, Јулијанове трупе су је сада с радошћу оставиле за собом, али зато са царем кога су једногласно изабрали.

## Борба за титулу августа
У међувремену је и Констанције скупио јаку војску и дао јој упутства како да брани престоницу од узурпатора. Том приликом он је био у Антиохији, одакле је руководио војним операцијама на персијском бојишту. Обавештен о плановима овог, Јулијан је решио да их осујети брзином и енергичношћу. У Базелу на Рајни поделио је војску на два корпуса: онај којим је командовао Новита требало је да превали пут Реције и Норика, а онај под вођством Јовија и Јовина требало је да пређе Алпе а потом превали североисточним рубом Италије. Предвиђено је да се оба корпуса састану у Сирмијуму. Јулијан се међутим ставио на чело мале али одабране поворке коју је чинило 3.000 ветерана. Са њима је зашао толико дубоко у Црну шуму, да су на неко време Констанцијеви противници били мишљења да се загубио у тој дивљини одакле извире Дунав. Међутим, када су Новита, Јовије и Јовин пристигли у Сирмијум, угледали су на њихову радост и изненађење Јулијана и његове људе, који су, спустивши се низ Дунав, успут потукли посаду на крајњим испоставама којима је руководио Луцилијан, Констанцијев намесник у тим областима.
Из Сирмијума Јулијан се запутио на Константинопољ: Констанцијиве чиновници су побегли пред њим, али су га зато житељи дочекали са узвицима одушевљења; и у Атини, Риму и осталим важним градовима он је било јавно било приватно признат за цара, пославши претходно писма властима тих удаљених места у којима образложава своје поступке и намере.
Обавештен о Јулијановој неочекиваној појави на Дунаву, Констанције је кренуо из Сирије да брани своју престоницу. Када је Констанције изненада преминуо у Мопсокрени у Киликији (3. новембар 361) претходно неоспорно оставивши своје царство Јулијану, Царству је претио ужасан грађански рат који би донео Италији и Истоку пустош. Међутим, 11. новембра текуће године Јулијан је тријумфално ушао у Константинопољ. Убрзо потом Констанцијеви посмртни остаци пристигли су на Златни рог, где их је Јулијан покопао у цркви Светих апостола уз велику свечаност и величанственост.

## Царевање
Док је Јулијан покопао Констанција на хришћански начин, сам лично је одавно раскрстио с том вером. Судећи на основу његове изјаве, био је хришћанин до своје двадесете године. Начин на који хвали свога тутора Мардонија наводи на помисао да су Мардоније и филозоф Максим били први који су усадили младићу љубав према религији старих Грка. Међутим, нигде није тачно прецизирано да ли су га малопре поменути такорећи одродили од вере у Христа. Изгледа да је у том случају велику улогу одиграо сам он, проучавајући древне грчке филозофе. Као прво подло лицемерје, на шта се још надовезао и окрутни Констанције, али и Јулијаново сопствено убеђење да је Константин Велики прво штитио а потом и прихватио хришћанство пре свега из политичких мотива, као и христолошке расправе између православаца и аријанаца које су компромитовале саму веру у Христа — све то је имало и те како велики удео у Јулијановом преобраћењу у паганство. Десет година је крио такорећи то своје „отпадништво“ које је, међутим, било познато већини његових пријатеља, као и његовом брату Галу, који је то још од раније примећивао. И све док није ступио на престо, Јулијан га није обелоданио. Дакако да је оно имало одјека у оно време, тим пре што су хришћани били опседнути страхом од нових погрома, и што су се они који су и даље веровали у старе богове понадали да ће паганство напослетку придобити за себе све оне који нису такорећи „незнабошци“. Међутим, и једни и други су се разочарали када је Јулијан донео едикт којим је прогласио потпуну верску толеранцију. Па ипак, то га није спречило да се опходи с извесном пристрасношћу према хришћанима: давао је предност паганима када је реч о попуњавању цивилних и војних дужности, забранио је хришћанима да предају реторику и граматику у школама и, да би им још више напакостио, дозволио је Јеврејима да обнове свој велики храм у Јерусалиму, и присиљавао је Христове вернике да плаћају новац ради подизања паганских храмова а у крајњим случајевима и да узму учешћа у томе.
Убрзо по ступању на власт Јулијан се запутио у Антиохију. Тамо је преседао неко време радећи на припремама за поход на Персију коју је можда чак намеравао и да покори. Нимало не изненађује чињеница да су житељи Антиохије примили цара хладно. Осим што су били хришћани, Антиохљани су у оно време у односу на остале житеље са Истока били далеко имућнији и раскалашнији, тако да ни не чуди што су се с презиром односили према једноставности и донекле грубим манирима цара који је оформио своју личност међу суровим Келтима и Германима. Јулијан је у Антиохији стекао познанство с оратором Либанијем, али овоме доцније није успело да измири цара са стилом живота који је преовлађивао у овом граду. Потом се повукао у Тарс у Киликији, где је провео зиму у зимовницима. Идућег пролећа (март 363) Јулијан је кренуо на Персију. У Хијерапољу (Манбиј) су се окупили различити корпуси његове војске који су оданде прешли Еуфрат помоћу понтонског моста. Затим су се запутили ка Кари (Харан), која лежи отприлике на 80 километара североисточно од Хијерапоља. Јулијанов план је био да удари на саму престонице сасанидске Персије — Ктесифон. Не би ли обмануо свог противника — персијског краља Шапура, одаслао је 30.000 људи под вођством Прокопија и Себастијана против Низибиса (источно од Каре), док је лично изменио руту запутивши се на југ дуж леве обале реке Еуфрат. Прокопије и Себастијан требало је да се састану са јерменским краљем Аршаком Тираном, а да се потом с удруженим снагама састану са Јулијаном у околини Ктесифона. Међутим, због Аршакове издаје Јулијанови планови су осујећени. На путу дуж Еуфрата у правцу североистока Јулијана је пратила флота коју је сачињавало 1.100 бродова: од чега 50 добро наоружаних галија, док се остало сводило на дереглије које су носиле огромне количине намирница и војних залиха. У Киркезијуму смештеном на ушћу реке Хабур у Еуфрат стигао је до персијске границе, коју је прешао 7. априла 363. године на челу војске од 65.000 ветерана. По његовој заповести мост преко реке Хабур је демолиран, не би ли на тач начин убедио војнике да повлачење не долази у обзир. Из Киркезијума је наставио пут дуж реке Еуфрат све док није стигао до уске превлаке који дели Еуфрат од Тигра на ширини Ктесифона. Овај део трасе се делом простире преко сурове пустиње, у којој су Римљани задобили незнатне губитке од лаких персијских коњаника. Ови су кружили око Римљана, вребали оне залутале, не презајући од тога да се с времена на време залете на непријатељско зачеље и претходницу. Пре него што је прешао малопре поменуту навлаку, Јулијан је дао опколити, опустошити и спалити Перисабор, значајан град на Еуфрату; а приликом преласка саме навлаке задржао се неко време под зидинама Маогамалхе, коју је на исти начин запосео након краће опсаде срушивши је до темеља. Јулијан је тада постигао један од најтежих, ако не и најтежи задатака, за који се такође исто тако може рећи да је изванредан: пренео је читаву флоту преко већ поменуте навлаке искористивши древни Краљевски канал (Нахармалха) који је, међутим, претходно морао продубити не би ли се уопште с њим могао послужити. И како је тај канал спојио са Тигром ниже Ктесифона, дао се у потрагу за старим коритом које је прокопао још цар Трајан приликом свог похода на Парте и који се налазило на једном месту више Ктесифона. Нашавши га био приморан да и у овом случају прионе проширивању и продубљивању. Веома вештим маневром успео је да пребаци војску на леву обалу Тигра. То је био изузетно тежак задатак, утолико пре што су Римљани, и поред брзе струје са којом су морали да се изборе, наишли на јак отпор Персијанаца који су, међутим, разбијени и гоњени све до зидина Ктесифона. И Римљани би засигурно упали у град заједно са Персијанцима које су гонили, да им том приликом живот није изгубио вођа, Виктор. После овога Јулијан је могао да рачуна само на долазак Прокопија и Себастијана, као и на главнину војске јерменског краља Аршака Тирана. Његове наде су се изјаловиле, јер од његових помоћника није било ни трага ни гласа, док је Аршак удесио да његови људи, који су се претходно прикључили Римљанима, дезертирају. И при свему томе Јулијан је започео опсаду овог изванредно великог града на Тигру, чију одбрамбену посаду је сачињавао цвет персијске војске. Краљ Шапур са главнином своје војске још није био пристигао из унутрашњости Персије. Немоћан да заузме град и у жељи да растера надолазећу војску, Јулијан се непромишљено понео саветом персијског великаша издалека, који се појавио у римском логору под изговором да га персијски краљ прогања. Овај је саветовао римског цара да крене у потеру за Шапуром. Да би то уопште могао да предузме Јулијан је претходно био приморан да спали све своје бродове не би ли их тиме лишио напада непријатељски настројеног а уз то и револтираног локалног становништва. Како су се Римљани напредовали источније, земља је постајала све пустија и пустија, а о Шапуру није било ни трага ни гласа. Издаја је постала очигледна када је персијски великаш коме је пошло за руком да наговори Јулијана на ову сулуду идеју изненада нестао. Јулијан је био приморан на повлачење у правцу Кордуене. Међутим, наједном су се појавили Персијанци на гомили лаких коња опкољавајући Римљане са свих страна. Потом су следиле веће масе, а убрзо се појавио и сам Шапур са главнином војске. Његова појава деловала је застрашујуће на Римљане који су се налазили позади. Па ипак, Римљани су и даље били ти који су односили превагу у многим крвавим сукобима, нарочито код Маронге. Међутим, већ је увелико био месец јун, а комбинација несносне врућине и оскудице како пијаће воде тако и залиха деловала је убитачно по Римљане. Дана 26. јуна Персијанци су изненада ударили на Римљане с леђа. Јулијан, који је предводио поворку, премда неоклопљен, не губећи часа дао се у трк не би ли помогао својим војницима на зачељу. Изненадни напад Персијанаца је сузбијен: у њиховим редовима дошло је до комешања, па су се разбежали. С беспримерном храброшћу Јулијан се дао у потеру за њима, али је усред тог метежа погођен стрелом која му је пробола јетру. Павши с коња смртно рањен, пренесен је у свој шатор. Осећајући како му се смрт ближи, растао се са својим пријатељима дирљивим речима, али засигурно не оним првокласним говором који му је Амијан Марцелин ставио у уста. Нешто доцније за цара је изабран Јовијан.